# Owen Wilson

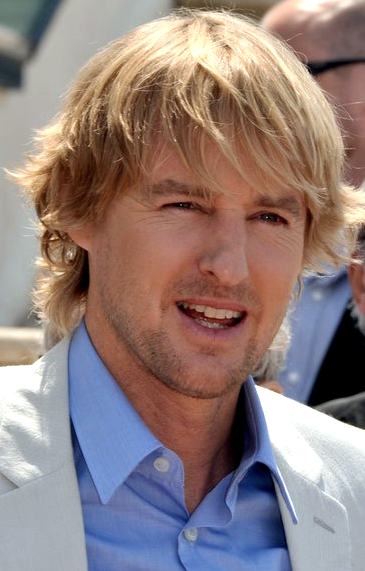
Owen Wilson (2011)

Owen Cunningham Wilson (* 18. November 1968 in Dallas, Texas) ist ein US-amerikanischer Schauspieler und Drehbuchautor.

## Familie
Owen Wilson ist der mittlere von drei Söhnen des Werbefachmanns Robert Andrew Wilson und dessen Frau, der Fotografin Laura Cunningham. Wilson wuchs in Dallas auf. Er trägt den Geburtsnamen seiner Mutter als Mittelnamen. Sein jüngerer Bruder Luke ist ebenfalls ein bekannter Schauspieler, sein älterer Bruder Andrew arbeitet gelegentlich als Darsteller. Wilsons Vorfahren stammten ursprünglich aus Irland.

## Der Weg nach Hollywood
Wegen diverser Verfehlungen musste Wilson in der zehnten Klasse die St. Mark’s School of Texas verlassen und anschließend seinen Abschluss an einer anderen Schule nachholen. Nach dem Besuch einer Militärakademie freundete er sich während seines Studiums an der University of Texas mit dem mittlerweile als Regisseur bekannten Wes Anderson an. Gemeinsam schrieben sie das Drehbuch zu dem Kurzfilm Bottle Rocket, welches sie nach Ende ihres Studiums verfilmten. Zusammen mit seinen Brüdern und Anderson zog Wilson danach recht bald nach Hollywood.
Vor seinem Auftritt 1996 in Ben Stillers Cable Guy war Wilson in diversen Mainstream-Produktionen zu sehen. Nach einer Nebenrolle 1997 in dem Action-Gruselfilm Anaconda erhielt er 1998 eine weitere kleine Rolle in Jerry Bruckheimers Blockbuster Armageddon, die für ihn einen  Karrieresprung bedeutete. Die Zusammenarbeit mit Wes Anderson führte er währenddessen fort. Gemeinsam schrieben sie die Drehbücher zu den Filmen Durchgeknallt, Rushmore und Die Royal Tenenbaums, welche allesamt Erfolge waren. Für letzteren wurde er mit einer Oscar-Nominierung bedacht.
Wilson, der von vielen Zuschauern hauptsächlich mit Komödien assoziiert wird, konnte auch in anderen Rollen überzeugen. So spielte er einen Serienkiller in The Minus Man und einen Probanden in Das Geisterschloss (1999). Zudem wirkte er in dem Kriegsdrama Im Fadenkreuz – Allein gegen alle mit.

## Owen Wilson und Ben Stiller
Das Duo Owen Wilson und Ben Stiller, das erstmals bei der Produktion von Cable Guy – Die Nervensäge aufeinandertraf, wurde in Hollywood durch seine enge Freundschaft bekannt. Bei Filmverhandlungen übten beide Einfluss aus, um dem jeweils anderen eine Rolle in Filmen zu verschaffen. Aus diesem Grund sind beide in zahlreichen Filmen gemeinsam vertreten, so unter anderem in Die Royal Tenenbaums, Zoolander und Zoolander 2, Starsky & Hutch sowie in Meine Braut, ihr Vater und ich und den Fortsetzungen Meine Frau, ihre Schwiegereltern und ich und Meine Frau, unsere Kinder und ich. Darüber hinaus übernahmen beide Rollen in den Filmen Nachts im Museum, Nachts im Museum 2 sowie Nachts im Museum: Das geheimnisvolle Grabmal.

## The Frat Pack
Owen Wilson ist Teil der von den Medien als Frat Pack bezeichneten Schauspieler-Truppe, zu der neben ihm Ben Stiller, Vince Vaughn, Luke Wilson, Will Ferrell, Steve Carell und Jack Black gehören. Der Name bezieht sich auf den Film Old School (2003) mit Vince Vaughn, Will Ferrell und Luke Wilson und die zahlreichen Filme, in denen die sieben Schauspieler in verschiedenen Konstellationen zusammen auftraten. Wilsons bisherige Frat-Pack-Filme sind Die Hochzeits-Crasher (2005), Starsky & Hutch (2004), Die Royal Tenenbaums (2001), Zoolander (2001), Cable Guy – Die Nervensäge (1996) und Prakti.com (2013).

## Privates
Am 26. August 2007 wurde Owen Wilson in das Cedars-Sinai Medical Center in Beverly Hills eingeliefert. Vorausgegangen war laut Angaben der Polizei von Santa Monica ein Suizidversuch; am 1. September wurde er wieder aus der Klinik entlassen.
Von 2006 bis 2007 war er mit Kate Hudson liiert. Anfang 2008 und Anfang 2009 waren sie erneut zusammen. Am 14. Januar 2011 wurde Owen Wilson Vater; Jade Duell, die damalige Freundin des Schauspielers, gebar seinen Sohn auf Hawaii. Sein zweiter Sohn wurde am 30. Januar 2014 geboren. Mutter ist Caroline Lindqvist. Im November 2018 wurde Owen erneut Vater. Mutter seiner Tochter ist Varunie Vongsvirates.

## Sonstiges
- Sein Markenzeichen ist seine schiefe Nase, die schon mehrere Male gebrochen war.
- Er hatte 2003 einen Kurzauftritt in dem Skatevideo Yeah Right! (Girl Skateboards).

## Filmografie (Auswahl)
Als Schauspieler
- 1994: Bottle Rocket (Kurzfilm)
- 1996: Durchgeknallt (Bottle Rocket)
- 1996: Cable Guy – Die Nervensäge (The Cable Guy)
- 1997: Anaconda
- 1998: Permanent Midnight – voll auf Droge
- 1998: Armageddon – Das jüngste Gericht (Armageddon)
- 1999: Das Geisterschloss (The Haunting)
- 1999: Breakfast of Champions – Frühstück für Helden (Breakfast of Champions)
- 1999: Portrait of a Serial Killer (Regie: Hampton Fancher)
- 1999: The Minus Man
- 2000: Shang-High Noon (Shanghai Noon)
- 2000: Meine Braut, ihr Vater und ich (Meet The Parents)
- 2001: Zoolander
- 2001: Im Fadenkreuz – Allein gegen alle (Behind Enemy Lines)
- 2001: Die Royal Tenenbaums (The Royal Tenenbaums)
- 2002: I Spy
- 2003: Shanghai Knights
- 2004: Hawaii Crime Story (The Big Bounce)
- 2004: Meine Frau, ihre Schwiegereltern und ich (Meet The Fockers)
- 2004: Starsky & Hutch
- 2004: Die Tiefseetaucher (The Life Aquatic with Steve Zissou)
- 2004: In 80 Tagen um die Welt (Around the World in 80 Days)
- 2005: The Wendell Baker Story
- 2005: Die Hochzeits-Crasher (Wedding Crashers)
- 2006: Cars (Stimme)
- 2006: Ich, Du und der Andere (You, Me and Dupree)
- 2006: Nachts im Museum (Night at the Museum)
- 2007: Darjeeling Limited (The Darjeeling Limited)
- 2008: Drillbit Taylor – Ein Mann für alle Unfälle (Drillbit Taylor)
- 2008: Marley & Ich (Marley & Me)
- 2009: Nachts im Museum 2 (Night at the Museum: Battle of the Smithsonian)
- 2009: Der fantastische Mr. Fox (Fantastic Mr. Fox, Stimme)
- 2010: Community (Fernsehserie, Episode 1x13)
- 2010: Marmaduke (Stimme)
- 2010: Meine Frau, unsere Kinder und ich (Little Fockers)
- 2010: Woher weißt du, dass es Liebe ist (How Do You Know)
- 2011: Alles erlaubt – Eine Woche ohne Regeln (Hall Pass)
- 2011: Midnight in Paris
- 2011: Cars 2 (Stimme)
- 2011: Ein Jahr vogelfrei! (The Big Year)
- 2013: Prakti.com (The Internship)
- 2013: Are You Here
- 2013: Drunk History (Fernsehserie, eine Folge)
- 2014: Grand Budapest Hotel (The Grand Budapest Hotel)
- 2014: Broadway Therapy (She’s Funny That Way)
- 2014: Inherent Vice – Natürliche Mängel (Inherent Vice)
- 2014: Nachts im Museum: Das geheimnisvolle Grabmal (Night at the Museum: Secret of the Tomb)
- 2015: No Escape
- 2016: Zoolander 2
- 2016: Masterminds
- 2017: Lost in London
- 2017: Cars 3: Evolution (Cars 3, Stimme)
- 2017: Wunder (Wonder)
- 2017: Wer ist Daddy? (Father Figures)
- 2021: Bliss
- 2021, 2023: Loki (Fernsehserie, 11 Folgen)
- 2021: The French Dispatch
- 2022: Marry Me – Verheiratet auf den ersten Blick (Marry Me)
- 2022: Secret Headquarters
- 2023: Ant-Man and the Wasp: Quantumania
- 2023: Paint
- 2023: Geistervilla (Haunted Mansion)
- 2025: Stick (Fernsehserie, 10 Episoden)

Als Drehbuchautor
- 1994: Bottle Rocket (Kurzfilm)
- 1996: Durchgeknallt (Bottle Rocket)
- 1998: Rushmore
- 2001: Die Royal Tenenbaums (The Royal Tenenbaums)

## Auszeichnungen
- 1996: Lone Star Film & Film Television Awards, Debüt des Jahres, für Durchgeknallt
- 1998: Lone Star Film & Film Television Awards, Bestes Drehbuch, für Rushmore
- 2004: MTV Movie Awards, Bester Kuss (Owen Wilson, Carmen Electra und Amy Smart), für Starsky & Hutch
- 2005: People’s Choice Award, Lieblingsteam (Owen Wilson und Vince Vaughn), für Die Hochzeits-Crasher
- 2006: MTV Movie Awards, Bestes Team (Owen Wilson und Vince Vaughn), für Die Hochzeits-Crasher
- 2022: MTV Movie & TV Awards, Bestes Team (Tom Hiddleston, Sophia Di Martino und Owen Wilson), für Loki

## Nominierungen
- 2000: Chlotrudis Awards: Bestes Drehbuch, für Rushmore
- 2000: Blockbuster Entertainment Awards: Lieblingsnebendarsteller – Comedy, für Meine Braut, ihr Vater und ich
- 2001: Blockbuster Entertainment Awards: Lieblingsduo (Owen Wilson und Jackie Chan), für Shang-High Noon
- 2001: Satellite Award: Bester Nebendarsteller – Comedy/Musical, für Shang-High Noon
- 2002: Satellite Awards: Bester Nebendarsteller – Comedy/Musical, für Die Royal Tenenbaums
- 2002: Writers Guild of America: Bestes Drehbuch, für Die Royal Tenenbaums
- 2002: Oscar: Bestes Drehbuch, für Die Royal Tenenbaums
- 2002: Chicago Film Critics Association: Bestes Drehbuch, für Die Royal Tenenbaums
- 2002: Online Film Critics Society Award: Bestes Drehbuch, für Die Royal Tenenbaums
- 2002: British Academy Film Award: Bestes Originaldrehbuch, für Die Royal Tenenbaums
- 2002: Phoenix Film Critics Society Awards: Bestes Originaldrehbuch, für Die Royal Tenenbaums
- 2002: Phoenix Film Critics Society Awards: Bestes Schauspielensemble, für Die Royal Tenenbaums (mit dem restlichen Cast)
- 2002: MTV Movie Awards: Bestes Team (Owen Wilson und Ben Stiller), für Zoolander
- 2003: Goldene Himbeere: Schlechtestes Leinwandpaar, für I Spy (mit Eddie Murphy)
- 2003: MTV Movie Awards: Bestes Team (Owen Wilson und Jackie Chan), für Shanghai Knights
- 2004: MTV Movie Awards: Bestes Team (Owen Wilson und Ben Stiller), für Starsky & Hutch
- 2004: Teen Choice Award: Beste Filmchemie (Owen Wilson und Ben Stiller), für Starsky & Hutch
- 2005: People’s Choice Award: Beste Filmchemie (Owen Wilson und Ben Stiller), für Starsky & Hutch
- 2005: Broadcast Film Critics Association: Bestes Schauspielensemble, für Die Tiefseetaucher (mit dem restlichen Cast)
- 2006: MTV Movie Awards: Bester Komiker, für Die Hochzeits-Crasher
- 2006: Teen Choice Awards: Bester Kuss (Owen Wilson und Rachel McAdams), für Die Hochzeits-Crasher
- 2009: Teen Choice Awards: Bester Kuss (Owen Wilson und Clyde), für Marley & Ich
- 2011: Phoenix Film Critics Society Awards: Bestes Schauspielensemble, für Midnight in Paris (mit dem restlichen Cast)
- 2012: People’s Choice Award: Lieblingsstimme, für Cars 2
- 2012: Golden Globe Award: Bester Hauptdarsteller – Komödie/Musical, für Midnight in Paris
- 2012: Screen Actors Guild Award: Bestes Schauspielensemble, für Midnight in Paris (mit dem restlichen Cast)
- 2017: Goldene Himbeere: Schlechtester Nebendarsteller, für Zoolander 2
- 2017: Goldene Himbeere: Schlechtestes Leinwandpaar, für Zoolander 2 (mit Ben Stiller)

## Deutsche Synchronisation
In den deutschen Fassungen seiner Filme wird er überwiegend von Nicolas Böll oder Philipp Moog synchronisiert.